# Blue Eye (Arkansas)
Blue Eye é uma cidade  localizada no estado americano de Arkansas, no Condado de Carroll.

## Demografia
Segundo o censo americano de 2000, a sua população era de 36 habitantes. 
Em 2006, foi estimada uma população de 38, um aumento de 2 (5.6%).

## Geografia
De acordo com o United States Census Bureau, a localidade tem uma área de 0,2 km², sem área coberta por água. Blue Eye localiza-se a aproximadamente 357 m acima do nível do mar.

## Localidades na vizinhança
O diagrama seguinte representa as localidades num raio de 24 km ao redor de Blue Eye. 